# Alphonse Van Roy
Alphonse Van Roy fue un deportista belga que compitió en remo. Ganó tres medallas de oro en el Campeonato Europeo de Remo entre los años 1904 y 1907.

## Palmarés internacional
| Campeonato Europeo | Campeonato Europeo    | Campeonato Europeo | Campeonato Europeo |
| Año                | Lugar                 | Medalla            | Prueba             |
| ------------------ | --------------------- | ------------------ | ------------------ |
| 1904               | París (Francia)       | Medalla de oro     | Ocho con timonel   |
| 1906               | Pallanza (Italia)     | Medalla de oro     | Cuatro con timonel |
| 1907               | Estrasburgo (Francia) | Medalla de oro     | Cuatro con timonel |